# Palladium Fantasy Role-Playing Game
Pour les articles homonymes, voir Palladium (homonymie).
Palladium Fantasy Role-Playing Game est un jeu de rôle médiéval-fantastique à l'image d'AD&D, édité par Palladium Books.
Il est développé entre 1979 et 1981 par Kevin Siembieda et Erick Wujcik, au cours d'une campagne-test the Defilers of Baalzebul. Cette campagne était maîtrisée par Kevin Siembieda au Détroit Gaming Center et regroupait plus de vingt joueurs chaque samedi soir.
Le jeu est publié en 1983, puis connaît une nouvelle édition en 1996. Cette deuxième édition prend en compte les éléments développés par les autres jeux de la gamme, notamment la notion de Mégavers, et les sources de magie —  lignes telluriques (ley lines) et  nœuds telluriques (ley line nexus points) — issues de Beyond the Supernatural (1987) et de Rifts (1990).
Il possède la particularité, par rapport aux autres jeux de l'époque, de permettre de jouer des peuples considérés jusque-là comme ennemis ou monstrueux : hommes-loup (wolfen), orques, gobelins, hobgobelins, ogres, trolls, kobolds…

## Ouvrages
Le monde de Palladium est décrit dans une série de suppléments, les source books :
- Palladium Fantasy Role-Playing Game, Palladium Books, 1996, 2e éd., 336 p. (ISBN 978-0-916211-91-2)
- Kevin Siembieda, Monsters and Animals, Palladium Books, 1985, 1re éd., 165 p. (ISBN 978-0-916211-12-7)
Kevin Siembieda, Monsters and Animals, Palladium Books, 1996, 2e éd., 240 p. (ISBN 0-916211-12-6)
- Kevin Siembieda, Erick Wujcik et Alex Marciniszyn, Dragons and Gods, Palladium Books, 1996, 2e éd., 232 p. (ISBN 978-0-916211-98-1)
- Kevin Siembieda et Alex Marciniszyn, Book II : Old Ones, Palladium Books, 1985, 1re éd., 210 p. (ISBN 978-0-916211-09-7)
- Kevin Siembieda, book III: Adventures on the High Seas,  (ISBN 0-916211-17-7) (contient des fiches de personnage à photocopier)
- book IV: Adventures in the Nothern Wilderness
- book V: Further Adventures in the Nothern Wilderness
- Thomas Bartold, Book VI : Island at the Edge of the World, Palladium Books, 1994, 144 p. (ISBN 978-0-916211-61-5)
- Patrick Nowak, Kevin Siembieda, book VII: Yin Sloth Jungle,  (ISBN 0-916211-81-9)
- Bill Coffin, book VIII: Western Empire
- Bill Coffin, book IX: The Baalgor Wastelands,  (ISBN 1-57457-015-3)
- Bill Coffin, book X: Mount Nimro: Kingdom of Giants,  (ISBN 1-57457-028-5)
- Steve Edwards, Kevin Siembieda, book XI: Eastern Territories
- Bill Coffin, book XII: Library of the Bletherad,  (ISBN 157457-047-1)
- The Nothern Hinterland
- Bill Coffin, Land of the Damned 1: Chaos Land
- Bill Coffin, Land of the Damned 2: Eternal Torment
- Land of the Damned 3: The Bleakness (à paraître)
- Erick Wujcik, Kevin Siembieda, Bill Coffin et al., Wolfen Empire Adventure Sourcebook
- Mark Hall et Kevin Siembieda, Mysteries of Magic, book I: The Heart of Magic
- Mark Hall et Kevin Siembieda, Mysteries of Magic, book II: Dark Magicks (à paraître)
- Glen Evans, Matthew Clements et Kevin Siembieda, Bizantium and the Northern Islands (à paraître)

## Le monde de Palladium
Le monde de Palladium est lié à d'autres[En quoi ?] mondes pour former le Megaverse, que l'on pourrait traduire par Mégavers (contraction de méga et de univers). Des portes s'ouvrent entre les mondes lorsque la concentration d'énergie magique est importante, notamment aux nexii, les nœuds des méridiens d'énergie magique (les ley line nexus points).
Palladium est une planète située dans un univers « de poche », c'est-à-dire que l'espace qui entoure la planète est fini, limité. La magie existe et l'énergie psychique a un niveau « moyen » : plus élevé que la Terre de Beyond the Supernatural, mais moins élevé que la Tere de Rifts, c'est un univers « SDC ». La matrice énergétique empêche l'émergence d'une technologie fondée sur l'électricité.
Deux univers ont une importance particulière pour le monde de Palladium : la dimension d'Hadès, d'où viennent les démons, et la dimension de Dyval, d'où viennent les dyables (deevils).
La chronologie est indiquée dans le calendrier royal de Timiro. Les ouvrages décrivent le monde de Palladium tel qu'il est en l'an 1782 de ce calendrier. Dans le jeu, la plupart de l'histoire ancienne est connue grâce aux Chroniques de Tristine, cependant, ces chroniques étant un assemblage d'écrits rédigés à des époques diverses, il est difficile de séparer le vrai du romancé, les faits des paraboles.